# فردریش راشیگ
فردریش راشیگ (آلمانی: Friedrich Raschig؛ ۸ ژوئن ۱۸۶۳ – ۴ فوریهٔ ۱۹۲۸) یک شیمی‌دان اهل آلمان بود.